# Rezolucja Rady Bezpieczeństwa ONZ nr 157
Rezolucja Rady Bezpieczeństwa ONZ nr 157 została przyjęta 7 września 1960 r.
W związku z dyskusją Rady na temat kryzysu kongijskiego, która doprowadziła do braku jednomyślności jej stałych członków i w ten sposób uniemożliwiła Radzie podstawowego zadania utrzymywania międzynarodowego pokoju i bezpieczeństwa, Rada podjęła decyzję o zwołaniu nadzwyczajnej sesji nadzwyczajnej Zgromadzenia Ogólnego w omówienia zaistniałej sytuacji.
Rezolucja została przyjęta ośmioma głosami "za", przy sprzeciwie Polski i ZSRR. Francja wstrzymała się od głosu.